# Vesterøy
Vesterøy est une île de la commune de Hvaler , dans le comté d'Østfold en Norvège.

## Description
L'île de 15,2 km2 se trouve dans l'Oslofjord extérieur et est la seconde grande île de l'archipel de Hvaler, proche de la frontière avec la Suède. Elle se trouve entre Spjærøy a l'est et Papper à l'ouest et reliée par pont. Au nord de l'île on trouve le village de Hauge et au sud le port et village de pêcheurs d'Utgård.

## Aire protégée
Une grande partie de l'île, au sud, fait partie du Parc national d'Ytre Hvaler.
Il y a aussi la réserve naturelle d'Ilemyr créée en 1978  et la réserve naturelle de Lerdalen créée en 1991.

## Galerie

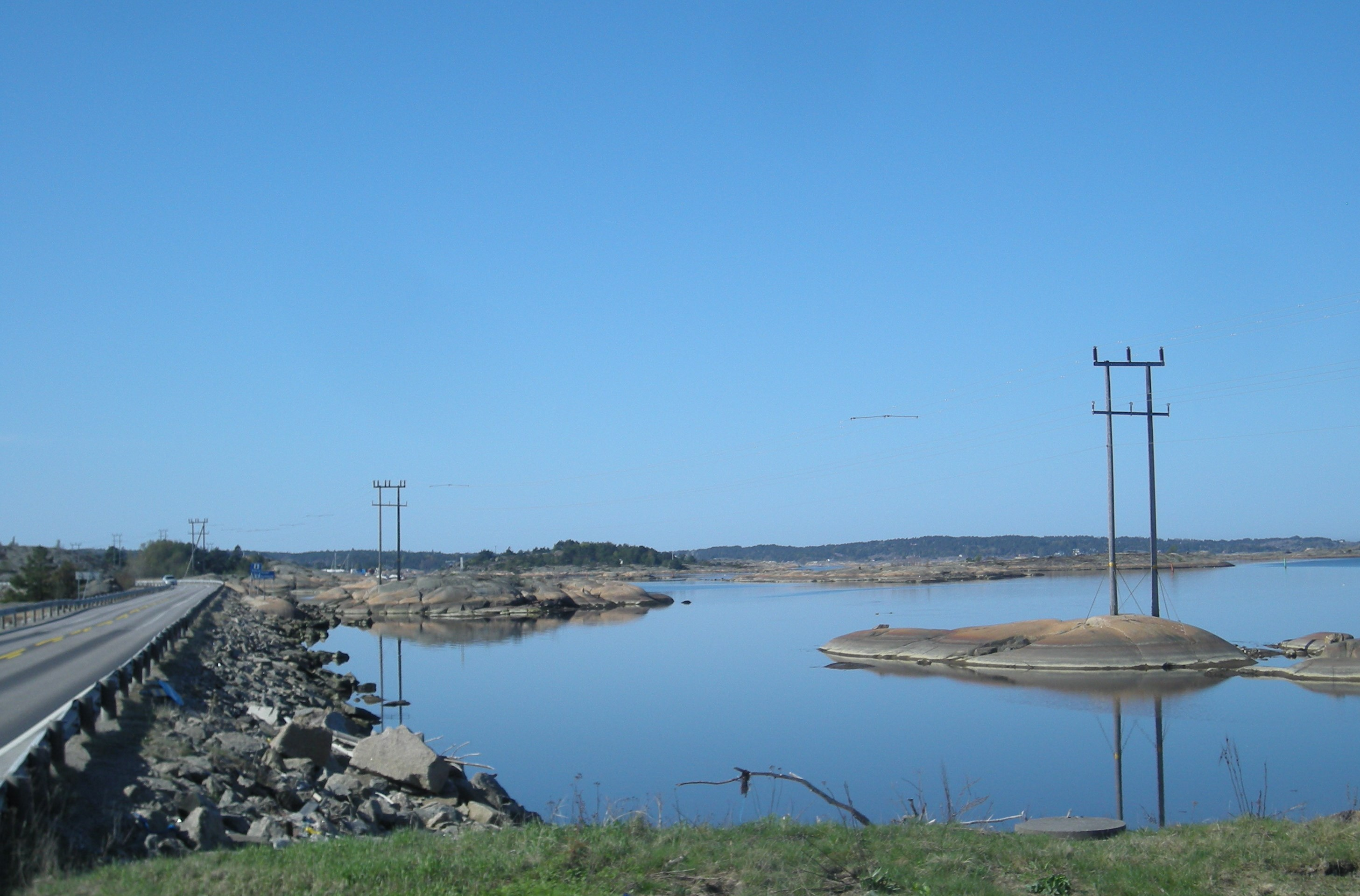
Route menant à Vesteroy
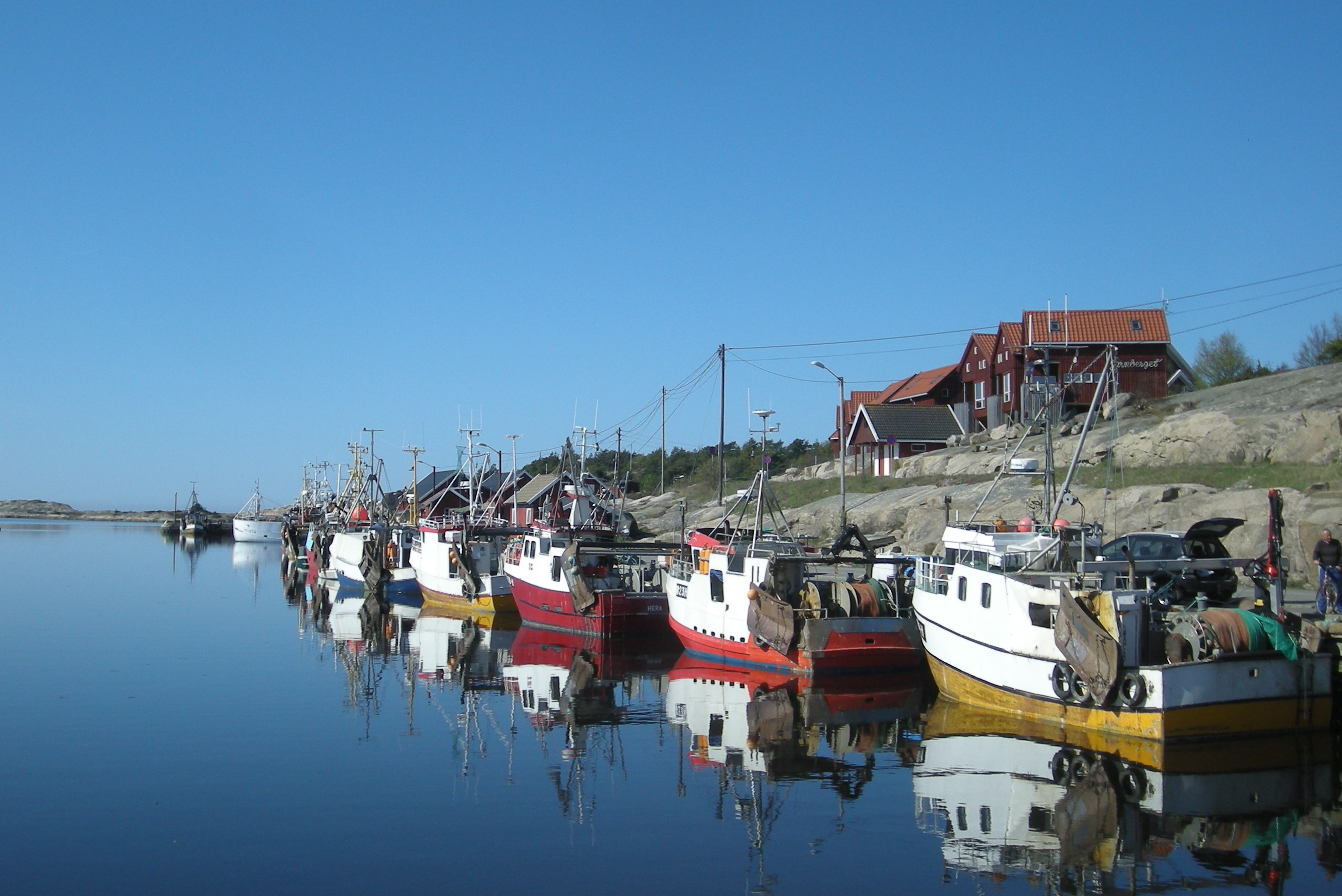
Port d'Utgard